# The New Cities
I New Cities sono una band alternative rock canadese di Trois-Rivières, nel Québec. La band, formatasi nel 2005, ha vinto un premio Juno Award ed è stata nominata per un premio ADISQ.
La band ha pubblicato due dischi; il primo, Lost in City Lights (2009) dal quale sono stati estratti i singoli "Dead End Countdown", "Leaders of the Misled" e "Hypertronic Superstar", seguiti dalla pubblicazione di un quarto video nel dicembre 2010 per "Looks Minus Substance".
Il secondo album, Kill the Lights è uscito il 27 settembre 2011, preceduto dal primo singolo "Heatwave", pubblicato il 16 giugno 2011.

## Formazione

### Formazione attuale
- David Brown - voce (2005 - 2013)
- Julien Martre - basso elettrico (2008 - 2013)
- Christian Bergeron - chitarra (2005 - 2013)
- Francis Fugere - batteria (2007 - 2013)
- Nicolas Denis - synth (2005 - 2013)
- Philippe Lachance - synth (2005 - 2013)

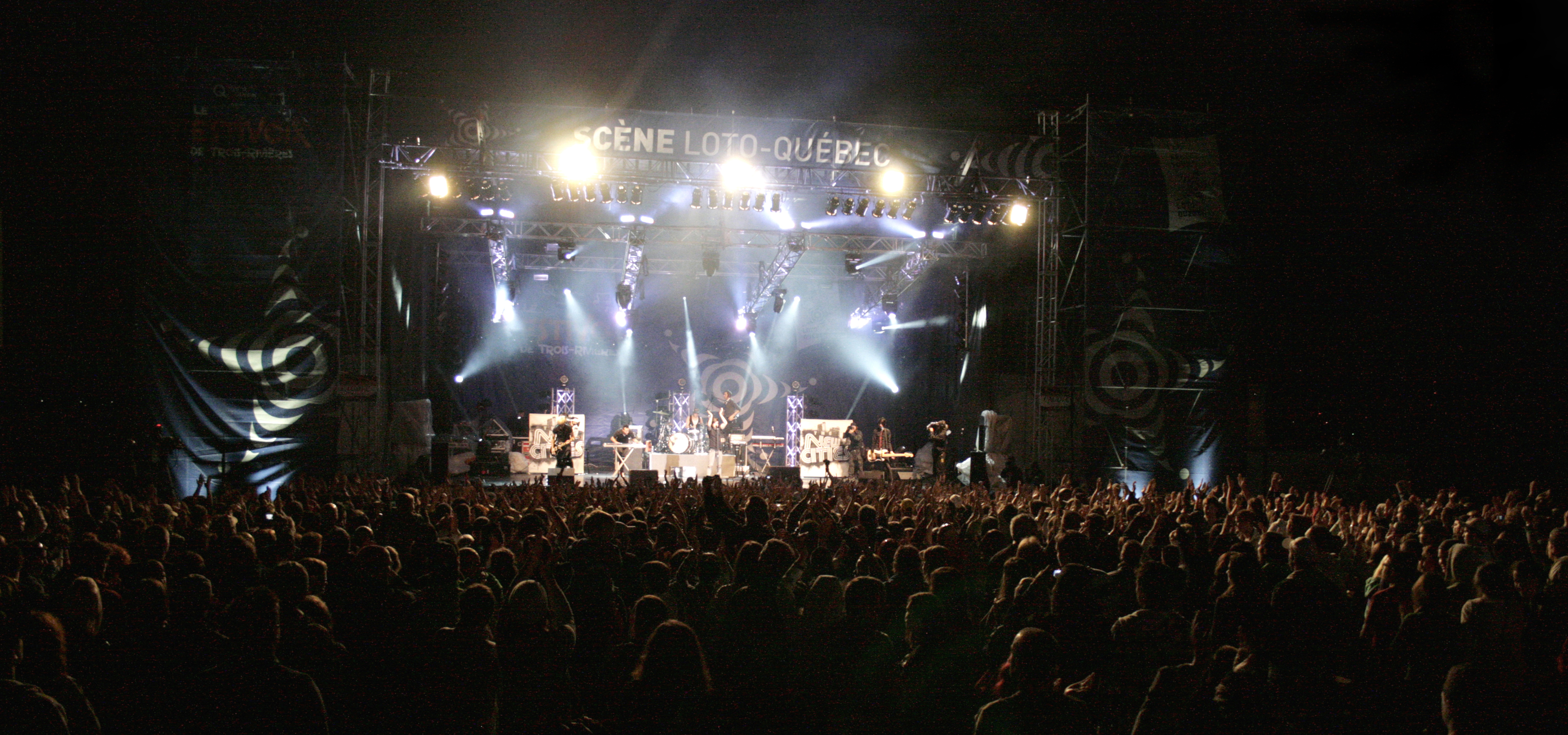
La band in concerto.